# Shahnaz Pahlavi
Shahnaz Pahlavi (Teheran, 27 ottobre 1940) è la primogenita dello scià di Persia Mohammad Reza Pahlavi.

## Biografia
Unica figlia nata dal matrimonio dello Scià con la principessa Fawzia d'Egitto, ha studiato in Svizzera ed in Belgio. Il suo nome, Shahnaz, significa "l'orgoglio dello Scià (Shah)". Dopo aver rifiutato di andare in sposa a Faysal II d'Iraq, sposò a diciassette anni il diplomatico iraniano Ardeshir Zahedi (n. 1928), da cui ha avuto una femmina, la principessa Zahra Mahnaz Zahedi. Dal secondo matrimonio, con Khosrow Jahanbani (1941-2014), sono nati due figli: un maschio, Keykhosrow Jahanbani, e una femmina, Fawzia Jahanbani. Dal 1979, anno della fine della monarchia persiana, vive esule in Svizzera.

## Ascendenza
|                             |                       |                               | Genitori |  |  | Nonni |  |  | Bisnonni                |  |  | Trisnonni |  |
|                             |                       |                               |          |  |  |       |  |  | Maggiore Abbas Ali Khan |  |  | …         |  |
|                             |                       |                               |          |  |  |       |  |  | Maggiore Abbas Ali Khan |  |  | …         |  |
|                             |                       | …                             |          |  |  |       |  |  | Maggiore Abbas Ali Khan |  |  |           |  |
| Scià Reza Pahlavi           |                       |                               |          |  |  |       |  |  | Maggiore Abbas Ali Khan |  |  |           |  |
|                             |                       | Noush Afarin Ayromlou         | …        |  |  |       |  |  |                         |  |  |           |  |
|                             |                       | Noush Afarin Ayromlou         | …        |  |  |       |  |  |                         |  |  |           |  |
|                             |                       | Noush Afarin Ayromlou         | …        |  |  |       |  |  |                         |  |  |           |  |
| Scià Mohammad Reza Pahlavi  |                       | Noush Afarin Ayromlou         |          |  |  |       |  |  |                         |  |  |           |  |
|                             |                       | Generale Teymūr Khan Ayromlou | …        |  |  |       |  |  |                         |  |  |           |  |
|                             |                       | Generale Teymūr Khan Ayromlou | …        |  |  |       |  |  |                         |  |  |           |  |
|                             |                       | Generale Teymūr Khan Ayromlou | …        |  |  |       |  |  |                         |  |  |           |  |
| Nimtaj Ayromlou             |                       | Generale Teymūr Khan Ayromlou |          |  |  |       |  |  |                         |  |  |           |  |
|                             |                       | Zahra Khanum                  | …        |  |  |       |  |  |                         |  |  |           |  |
|                             |                       | Zahra Khanum                  | …        |  |  |       |  |  |                         |  |  |           |  |
|                             |                       | Zahra Khanum                  | …        |  |  |       |  |  |                         |  |  |           |  |
| Shahnaz Pahlavi             |                       | Zahra Khanum                  |          |  |  |       |  |  |                         |  |  |           |  |
|                             | Chedivè Ismāʿīl Pasha | Ibrāhīm Pascià                |          |  |  |       |  |  |                         |  |  |           |  |
|                             | Chedivè Ismāʿīl Pasha | Ibrāhīm Pascià                |          |  |  |       |  |  |                         |  |  |           |  |
|                             | Chedivè Ismāʿīl Pasha | Hoshair Khanum Effendi        |          |  |  |       |  |  |                         |  |  |           |  |
| Re Fu'ad I d'Egitto         | Chedivè Ismāʿīl Pasha |                               |          |  |  |       |  |  |                         |  |  |           |  |
|                             |                       | Ferial Hanem                  | …        |  |  |       |  |  |                         |  |  |           |  |
|                             |                       | Ferial Hanem                  | …        |  |  |       |  |  |                         |  |  |           |  |
|                             |                       | Ferial Hanem                  | …        |  |  |       |  |  |                         |  |  |           |  |
| Principessa Fawzia d'Egitto |                       | Ferial Hanem                  |          |  |  |       |  |  |                         |  |  |           |  |
|                             |                       | Abdul Rahman Sabri Pasha      | …        |  |  |       |  |  |                         |  |  |           |  |
|                             |                       | Abdul Rahman Sabri Pasha      | …        |  |  |       |  |  |                         |  |  |           |  |
|                             |                       | Abdul Rahman Sabri Pasha      | …        |  |  |       |  |  |                         |  |  |           |  |
| Nazli Sabri                 |                       | Abdul Rahman Sabri Pasha      |          |  |  |       |  |  |                         |  |  |           |  |
|                             |                       | Tawfika Sharif                | …        |  |  |       |  |  |                         |  |  |           |  |
|                             |                       | Tawfika Sharif                | …        |  |  |       |  |  |                         |  |  |           |  |
|                             |                       | Tawfika Sharif                | …        |  |  |       |  |  |                         |  |  |           |  |
|                             |                       | Tawfika Sharif                |          |  |  |       |  |  |                         |  |  |           |  |